# Jens-Christian Sach
Jens-Christian Sach (24 de septiembre de 1958) es un deportista alemán que compitió en vela en la clase Tornado.
Ganó dos medallas en el Campeonato Mundial de Tornado, plata en 1994 y bronce en 2010, y dos medallas de bronce en el Campeonato Europeo de Tornado, en los años 1990 y 1995.

## Palmarés internacional
| \| Campeonato Mundial \| Campeonato Mundial \| Campeonato Mundial \| Campeonato Mundial \| \| Año \| Lugar \| Medalla \| Clase \| \| ------------------ \| ---------------------- \| ------------------ \| ------------------ \| \| 1994 \| Båstad (Suecia) \| Medalla de plata \| Tornado \| \| 2010 \| Travemünde (Alemania) \| Medalla de bronce \| Tornado \| \| Campeonato Europeo \| \| \| \| \| Año \| Lugar \| Medalla \| Clase \| \| 1990 \| Breitenbrunn (Austria) \| Medalla de bronce \| Tornado \| \| 1995 \| Kiel (Alemania) \| Medalla de bronce \| Tornado \| |                        |                   |         |
| Campeonato Mundial |                        |                   |         |
| Año | Lugar                  | Medalla           | Clase   |
| 1994 | Båstad (Suecia)        | Medalla de plata  | Tornado |
| 2010 | Travemünde (Alemania)  | Medalla de bronce | Tornado |
| Campeonato Europeo |                        |                   |         |
| Año | Lugar                  | Medalla           | Clase   |
| 1990 | Breitenbrunn (Austria) | Medalla de bronce | Tornado |
| 1995 | Kiel (Alemania)        | Medalla de bronce | Tornado |